# Діафільм

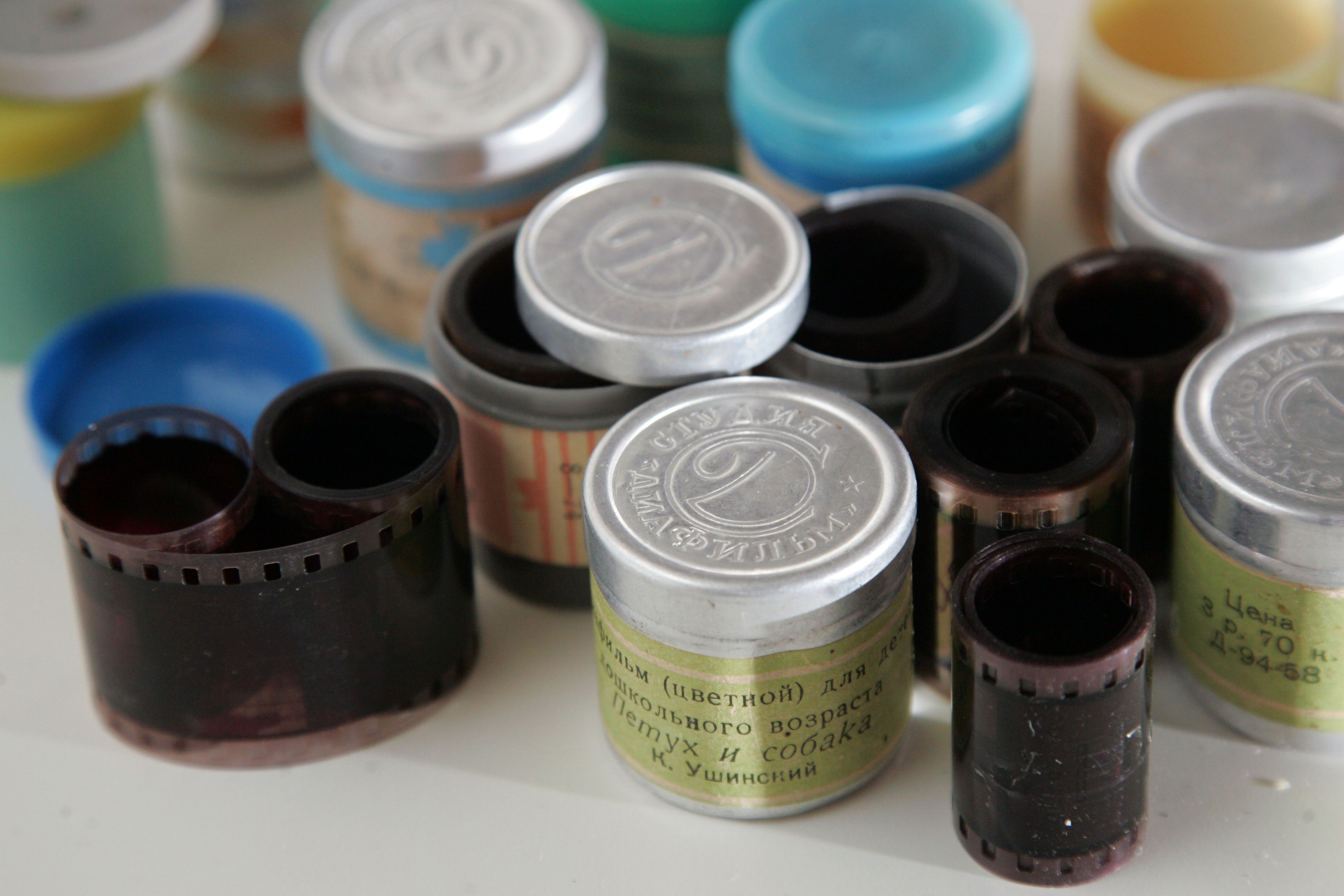
Радянські діафільми в коробках. На передньому плані — коробка з діафільмом «Півень і собака». Ціна на коробці — 3 р. 70 к.

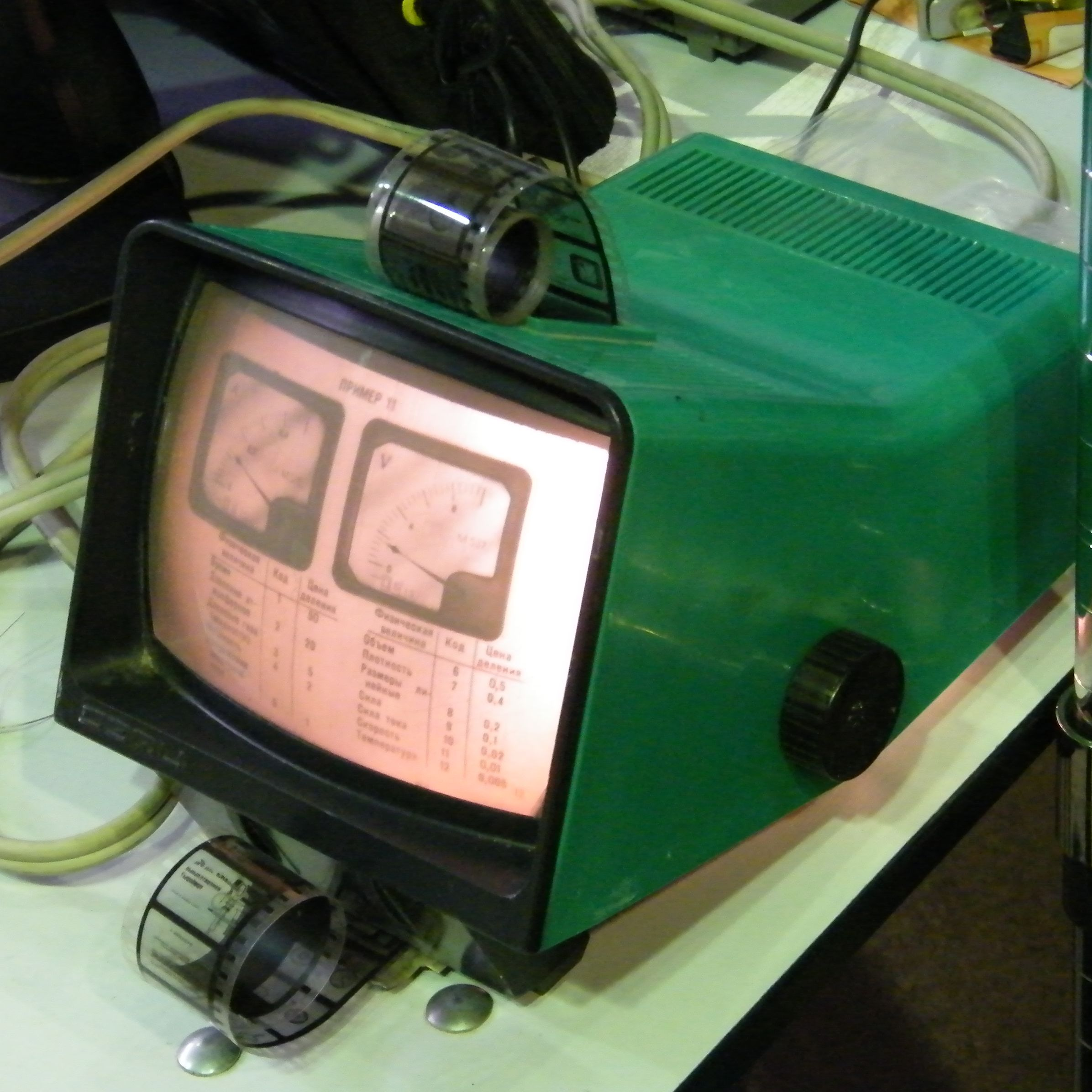
Дитячий фільмоскоп «ДЕФ-4» з переглядом на вбудованому екрані (1980-ті).

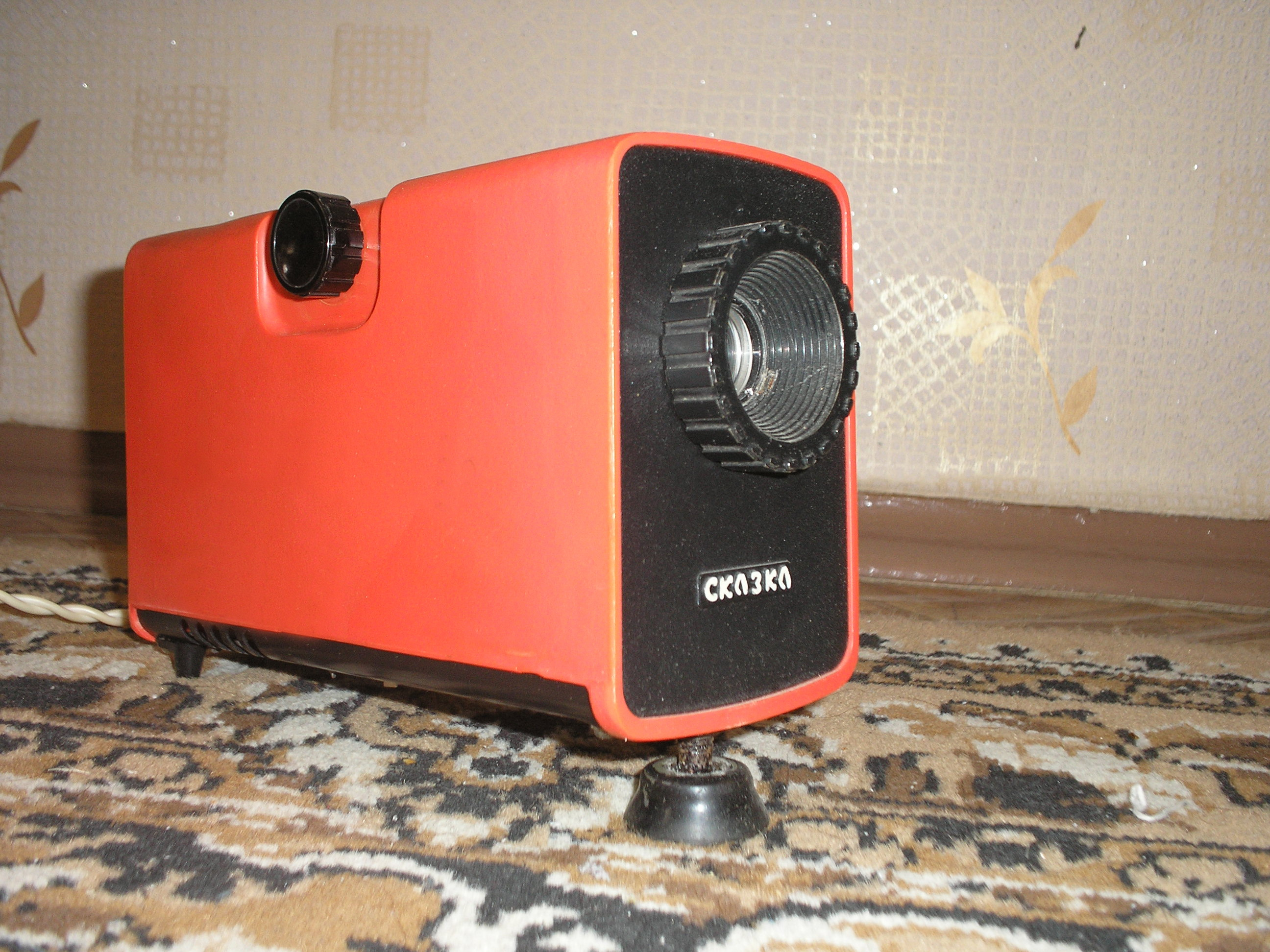
Фільмоскоп «Казка».

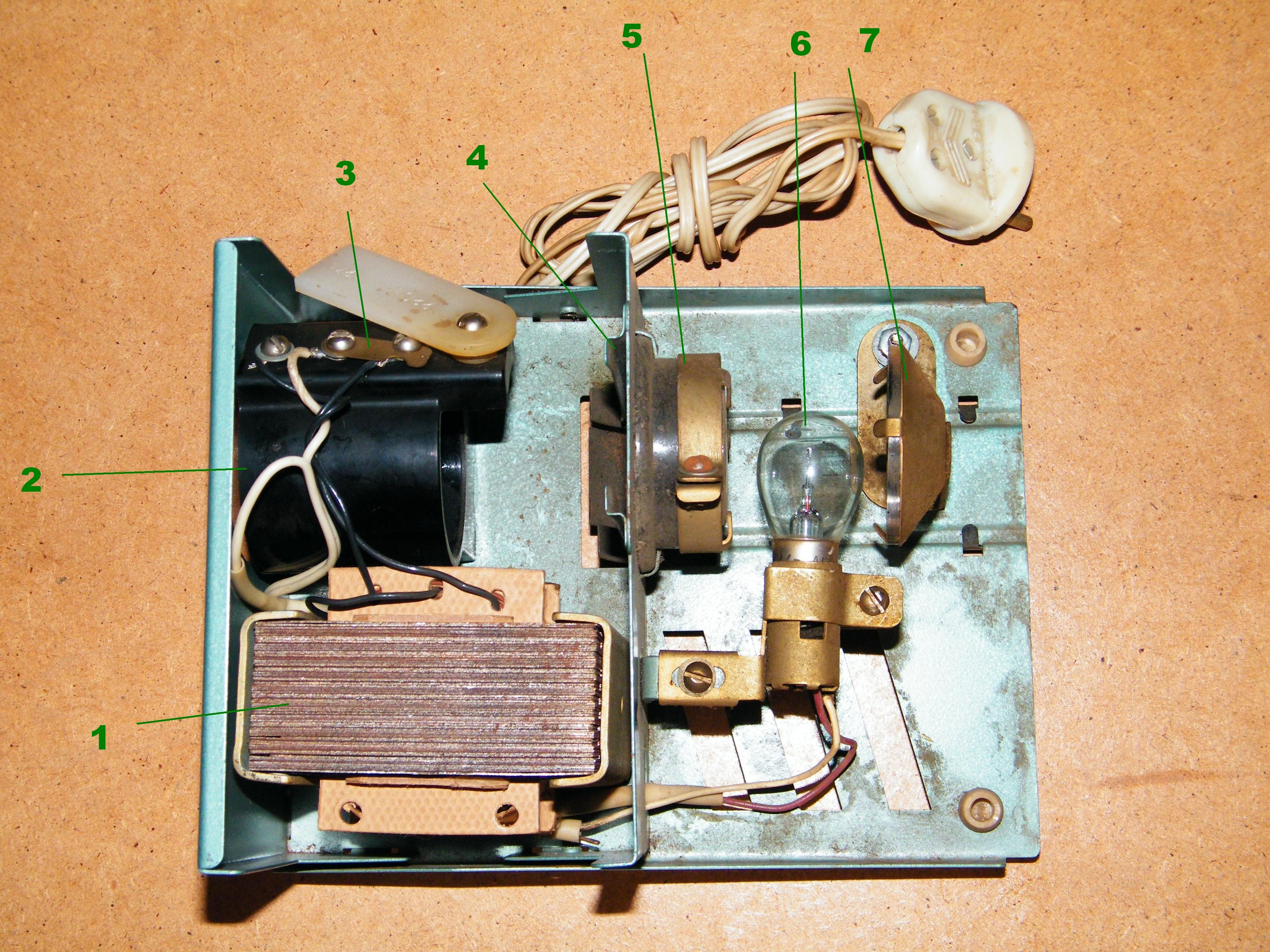
Будова дитячого фільмоскопа:
1 — понижуючий трансформатор
2 — об'єктив
3 — перемикач напруги мережі (127—220 вольт)
4 — фільмовий тракт
5 — конденсор
6 — лампа розжарювання з напругою 6 вольт
7 — рефлектор

Діафільм (від грец. δια — префікс, який тут означає «перехід від початку до кінця», і англ. film — «кінострічка») — послідовність зображень, віддрукованих на стандартній позитивній 35-мм перфорованій плівці, кадри якої тематично пов'язані один з одним і, як правило, забезпечені текстом, що перетворює кадри в ілюстровану розповідь.
Можливість колективного перегляду діафільмів на великому екрані дозволяла замінити дорогу кінопроєкцію більш доступним шоу, особливо популярним у дітей, які більш воліли проглядати діафільми ніж читати ілюстровані книги вголос.

## Галузь застосування
В СРСР для навчальних, художніх, розважальних (дитячі казки та кадри з мультфільмів), лекційних та пропагандистських цілей широко застосовувалися діафільми — виготовлені на прозорій 35-мм перфорованій фотокінострічці позитивні зображення. За межами прорадянського блоку діафільми були, наприклад, в США. Невелика кількість діафільмів випускалася зі звуковим супроводом на магнітній стрічці (котушках) або набагато частіше — на вінілових платівках. На цей момент випускаються діафільми в Росії і в Угорщині, в тому числі російською мовою. Звукові діафільми у вигляді картриджів для діапроєктора «Світлячок» — в Китаї. Діафільми, що були випущені в останній час в Росії, є передруком старих плівок і відрізняються низькою якістю (дуже високим контрастом).
Стандартний розмір кадру діафільму — 18 × 24 мм.
Кадри діафільму нерозривно пов'язані між собою по текстовому (маються титри) і зоровому ряду, що не дозволяє змінювати порядок їх демонстрації. Кожен кадр діафільму є продовженням попереднього.
Показ озвучених діафільмів міг проводитися одночасно з відтворенням грамплатівки з дикторським текстом або музичним супроводом.
З поширенням побутових відеомагнітофонів діафільми практично вийшли з ужитку. Проте, останнім часом інтерес до діафільмів знову виріс і наразі в Китаї випускають діапроєктори «Світлячок» та «Реджіо», а в Білорусі продовжується випуск «Пеленг-500».
- Різновидом діафільму є мікрофільм.

## Відмінності діафільма і діапозитива і засоби перегляду
- Фактично, діафільм — це нерозрізаний діапозитив без рамок. Довжина діафільму, зазвичай, була близько 1 м.
- Розмір кадру діафільму — 18 × 24 мм. Діапозитив або слайд на 35-мм фотоплівці, зазвичай, має розмір кадру 24 × 36 мм. У зв'язку з цим роздільна здатність діафільму нижче, ніж у стандартного малоформатного слайда, але не поступається роздільній здатності кінофільму класичного формату з розміром кадру 15,2 × 20,9 мм.
- Перегляд діафільмів можливий на більш дешевих (за рахунок відсутності механізму зміни слайда) фільмоскопах (різновид діапроєктора).
- Завдяки порівняно низькій вартості фільмоскопа (дешеві від 5р 70 коп., середній клас близько 30 рублів) перегляд діафільмів був широко поширений в родинах, де були маленькі діти. Дорогі діапроєктори типу «Пеленг», «ЛЕТІ» (вищого класу за ціною 187—260 руб.), мають приставку для транспортування діафільмів, і, зазвичай, застосовувалися в лекторській роботі.
- Кадри діафільму нерозривно пов'язані між собою, на відміну від окремих діапозитивів, їх неможливо переплутати при перегляді або втратити.
- Індивідуальний перегляд діафільму можливий через спеціальний фільмоскоп з найпростішим пристроєм для перемотування плівки.

## Виробництво діафільмів

Логотип студії «Діафільм»

Основним виробником діафільмів в СРСР була «Студія „Діафільм“». Також, діафільми виробляли студії в Ленінграді, Києві (Укркінохроніка), Грузії і Ташкенті. Тиражували їх і в Харкові, і в Рязані на кінокопіювальних фабриках.
Вартість одного діафільму в 1970-ті — 1980-ті роки становила 30 копійок за кольоровий і 20 копійок за чорно-білий варіанти.
Фотолюбителі самостійно робили діафільми, знімаючи напівформатними фотоапаратами («Чайка», «ФЕД-Мікрон», «Агат-18») на оборотну кольорову або чорно-білу фотоплівку. Плівку обробляли самостійно або в спеціалізованих сервісах.